# تریسی اسکاگینز
تریسی اسکاگینز (انگلیسی: Tracy Scoggins؛ زادهٔ ۱۳ نوامبر ۱۹۵۳) یک هنرپیشه، مانکن (فرد)، و تهیه‌کننده اهل ایالات متحده آمریکا است.

## گزیدهٔ آثار

### سینما
- الماس‌تراش (۲۰۰۵)

### تلویزیون
- ان‌سی‌آی‌اس (۲۰۰۸)
- دالاس (۱۹۸۳)